# Christine Cloarec
Christine Cloarec (ur. 28 października 1964 w Noisy-le-Sec) – francuska polityk reprezentująca partię La République En Marche!. W wyborach parlamentarnych w czerwcu 2017 została wybrana do francuskiego Zgromadzenia Narodowego, reprezentuje departament Ille-et-Vilaine. Nauczycielka tańca w Vitre. Przed dołączeniem do La République En Marche była członkiem Unii Demokratów i Niezależnych.